# 空白字元
在電腦程式設計中，空白字元是一個代表空位的字元。人們在键盘上按下Spacebar（空格键）後就會產生空白字元。在键盘上按下Tab ↹键後輸入的則是製表符，不過兩者之間輸入的空格的长度可能会有所不同。人們按下↵ Enter後输入的則是換行符。